# ريد باركلي
ريد باركلي (بالإنجليزية: Red Barkley)‏ هو لاعب كرة قاعدة أمريكي، ولد في 19 سبتمبر 1912 في تشايلدريس في الولايات المتحدة، وتوفي في 12 ديسمبر 2000 في واكو في الولايات المتحدة.

## وصلات خارجية
- ريد باركلي على موقع دوري كرة القاعدة الرئيسي (الإنجليزية)
- ريد باركلي على موقعبيزبول رفرنس.كوم (الدوري الرئيسي) (الإنجليزية)
- ريد باركلي على موقعبيزبول رفرنس.كوم (الدوري الثانوي) (الإنجليزية)